# Ciao od Chua
Kralj Ciao (kineski 訾敖, pinjin Zīáo) bio je kralj drevne kineske države Chua. Njegov je život opisao veliki kineski povjesničar Sima Qian u Shijiju.
O ovom bi se kralju možda znalo i više da kineski car Qin Shi Huangdi nije dao spaliti mnoge bilješke i knjige.
Ciao je rođen kao sin kralja Gōnga od Chua i njegove nepoznate žene te mu je osobno ime bilo Bĭ (比), a kurtoazno Zigan (子干).
Kralj Ciao je bio brat kraljeva Kānga od Chua, Línga od Chua i Pinga od Chua. Bio je stric princa Lua i kralja Jia’aoa.
Ciao se ubio 529. prije nove ere.
Naslovi:
- Princ
- Kralj (Wáng)